# Prófugas del destino
Prófugas del destino é uma telenovela mexicana produzida por Rafael Urióstegui e exibida pela Azteca entre 22 de setembro de 2010 e 4 de abril de 2011.
Foi protagonizada por Gabriela Vergara, José Ángel Llamas, Andrea Martí e Mayra Rojas, e antagonizada por Fernando Ciangherotti.

## Sinopse
Dolores "Lola" Rodríguez, Mariana Acuña e Beatriz "Betty" Torres são três mulheres presas por vários motivos. As três conseguem escapar durante uma revolta e, em seu vôo, coincidem com algumas freiras que tiveram um acidente de trânsito, o que lhes dá a oportunidade de sobreviver ao posar como elas. Assim, Lola passa a ser Sor Juana; Mariana, Sor Inés e Betty, Irmã Maria.
Esta decisão os leva a começar uma nova vida na cidade distante de San Carlos, uma aventura que traz à tona o romance, seus desejos ocultos e um desejo incansável de fazer justiça.
O destino os reúne em um mundo cheio de intrigas e segredos que despertam amor, gentileza e justiça que darão sentido às suas vidas

## Elenco
- Gabriela Vergara - Dolores Rodriguez "Lola" (Sor Juana)
- Mayra Rojas - Mariana Acuña (Sor Inés)
- Andrea Martí - Beatriz Torres "Bety" (Sor María)
- José Ángel Llamas - José Luis Bermúdez (Sebastian Aguirre)
- Fernando Ciangherotti - Mario Fernández
- Vanessa Ciangherotti - Cristina Varela "Tina"/Valentina Marsur
- Verónica Langer - Rebeca Fernández de Acuña
- Wendy de los Cobos - Susana del Monte
- Roxana Chávez - Sandra Mendoza
- Martín Navarrete - Marcelo Villar
- Armando Torrea - Raúl Caballero
- Rodolfo Arias - Eduardo Mendoza
- Carlos Torres Torija - Leopoldo Estrada
- Guillermo Quintanilla - José María Mendoza
- Fidel Garriga - Padre Jacinto
- Lisette Cuevas - Matilde
- Marcela Guirado - Lucero Acuña/Lucero Mendoza Rodriguez
- Roberto Montiel - Arturo Reynoso
- Erick Chapa - Pablo García
- Cecilia Romo - Madre Lourdes
- Lila Avilés - Carla Torres
- Pascasio López - Adrian Ríos
- Francisco Porras - Julian Arévalo
- Gerardo Lama - Ignacio Acuña
- Martin Garza - Martincito
- Alma Ireta De Alba - Claudia
- Ramiro Torres - Poncho